# Eriborus trochanteratus
Eriborus trochanteratus är en stekelart som först beskrevs av Morley 1913.  Eriborus trochanteratus ingår i släktet Eriborus och familjen brokparasitsteklar. Inga underarter finns listade i Catalogue of Life.